# 台北純福音教會
台北純福音教會，台灣基督教會之一，建立於1979年，屬於基督新教五旬節派神召會，是韓國汝矣島純福音教會在台灣的分會，現任主任牧師為張漢業牧師。現址位於台北市中山區松江路473號3樓。

## 教會據點
- 淡水純福音教會：位於新北市淡水區淡海路86號。
- 林口純福音教會：位於新北市林口區忠孝路504巷46號1樓。
- 三峽大磐石純福音教會：位於新北市三峽區民生街85號3樓。
- 新竹純福音教會：位於新竹縣竹北市自強南路8號。
- 台中市中心純福音教會：位於臺中市西屯區漢口路二段140號。
- 台南純福音教會：位於臺南市東區長榮路二段17號。
- 蒙福純福音教會：位於花蓮縣花蓮市民國路31號。

## 歷史
- 1979年：汝矣島純福音教會世界宣教會派遣宣教士黃模英宣教士來台灣宣教，並建立教會。
- 1991年：汝矣島純福音教會世界宣教會派遣宣教士張漢業牧師至台灣宣教。
- 1992年11月：張漢業被任命為台北純福音教會第二任主任牧師。
- 1997年：台北純福音教會設立台灣純福音神學院。
- 1999年：台北純福音教會創立以斯拉事奉中心，訓練宣教士至中國大陆等華語地區宣教。
- 2016年6月25日：台灣純福音靈山神學院舉行「第17屆學士班、第3屆道碩班畢業典禮」暨「按牧感恩禮拜」，為三位女傳道按牧，這是台北純福音教會首次首次為女傳道按牧[1]。8月29日，在澳門召開「祝福澳門─開創未來」特會，由張漢業牧師任大會主席[2]。

## 外部連結
- 台北純福音教會 （页面存档备份，存于）官方網站
- TFGCvideo （页面存档备份，存于），台北純福音教會的Youtube頻道。
- 以斯拉出版有限公司 （页面存档备份，存于）
- 台北純福音教會的Facebook粉絲專頁